# 레이디뻑
《레이디뻑》(영어: Ladybugs)은 미국에서 제작된 시드니 J. 퓨리 감독의 1992년 스포츠 코미디 영화이다. 로드니 데인저필드 등이 출연하였고, 앨버트 S. 러디 등이 제작에 참여하였다.

## 출연진
- 로드니 데인저필드
- 재케이 해리
- 조너선 브랜디스
- 일레인 그래프
- 비네사 쇼
- 저네타 아넷
- 낸시 파슨스
- 블레이크 클라크
- 토미 러소다

## 제작
촬영은 1991년 7월부터 9월까지 콜로라도주 덴버와 그 주변에서 이루어졌다.

## 기타 제작진
- 협력 제작: 해리 배질
- 배역: 마이크 펜턴, 밸러리 머살러스(크레디트 미기재)
- 미술: 롭 윌슨 킹
- 의상: 이시스 뮤센든